# Imre József (orvos, 1851–1933)
Imre József (Hódmezővásárhely, 1851. december 18. – Budapest, 1933. szeptember 9.) orvosdoktor, szemész, egyetemi tanár, felsőházi tag.

## Családja
Imre Sándor gimnáziumi igazgató, irodalomtörténész, nyelvész, egyetemi tanár, a Magyar Tudományos Akadémia levelező, majd rendes tagja és Dávidházy Petronella fia. Testvére Imre Lajos (1858–1923) irodalomtörténész. Felesége Szabó Kornélia. Fiai: Imre József (1884–1945) orvos, szemész, egyetemi tanár és Imre Sándor (1877–1945) pedagógus. Unokája Imre György (1927–2011) szemész, egyetemi tanár, tudománydoktor.

## Élete
Középiskolai tanulmányait Debrecenben a református főiskolában végezte, ahol több ízben jutalmat és kétszer pályadíjat nyert irodalomtörténeti értekezésekkel. 1869 őszén Pesten az orvostan hallgatói közé lépett és e pályát (közben az ekkor megnyílt kolozsvári egyetemen két félévet hallgatván) ugyancsak Budapesten végezte el 1874-ben. Ugyanez év őszén Schulek Vilmos szemorvos-tanár mellett tanársegédi állást foglalt el; orvos- és sebész-doktorrá, a szemészet és szülészet mesterévé avatták fel. 1876 őszén Hódmezővásárhelyre ment gyakorló orvosnak, ahol különösen szemorvosként működött. Az 1875-ös szünidő három havát Bécsben töltötte, Arlt tanár szemkórodáját, H. Sattler tanársegéd jeles gyűjteményét, a szem szövettanát és kórtanát illető készítményeit látogatta és tanulmányozta. 1876-ban Európába ment tapasztalatcserére, Németország, Franciaország, Belgium legjelesebb szemgyógyintézeteivel és tudósaival ismerkedett meg. 1883-ban három hetet töltött Berlinben az egészség- és életmentésügyi kiállításon és ugyanott Hirschberg tanár szemkórodáját látogatta. Ugyanazon évben a város főispánja tiszteletbeli főorvossá nevezte ki, 1885-ben pedig a budapesti királyi orvosegyesület megválasztotta levelező tagjává. Szemorvosi hírnevét megalapozandó, saját költségén tartott fenn vidéki betegek számára egy kis szállást, majd a község létesített a közkórházban egy szemészeti osztályt; 1890-ben a község állami segéllyel alapított egy külön önálló szemkórházat 30 ággyal. Amikor a trachomás szembetegek nagyon elszaporodtak, ezen betegség ügyével kiválóan foglalkozott. 1893-ban a budapesti királyi orvosegyesületben a trachomások gyógyításáról előadást tartott; nézetei elfogadást nyertek; ennek értelmében az illető minisztériumhoz előterjesztést intéztek és őt a minisztertől a lakóvárosa vidékén levő trachomások gyógyításának vezetésével bízták meg. 1896 május 21-én az országos közegészségügyi tanács tagjává nevezték ki. 1908-ban Kolozsvárra hívták szemész professzornak. 1920-ban Budapesten élt és magánrendelést folytatott nehéz körülmények közt, 1922-ben Szegedre került, az ottani Szemklinika megnyitásakor katedrát kapott. Mivel csökkent szemészeti aktivitása, miután a nyugdíjkorhatárt elérte, egy évre rá otthagyta a tanszéket. 1924-ben vonult nyugdíjba. 1925 és 1930 között tagja volt a Magyar Szemorvos Társaságnak, 1926-ban pedig megválasztották az Országos Orvosszövetség elnökének.

## Írásai
Cikkei és értekezései a Sárospataki Füzetekben (1868. Péczely József élete és hatása), a Budapesti Szemlében (1873. A choleráról, 1875. Az öröklés élettani, s társadalmi fontossága, 1876. Az élet fogalma, 1883. Az állam teendői az iszákosság ellen, 1892. Az ifjuság testi nevelése az iskolában és könyvismertetések), az Orvosi Hetilapnak Szemészet c. mellékletében (1875. Egy adat a lencse és üvegtest összefüggésének ismeretéhez, Szemhéjorbáncznak exophthalmussal párosult esete, Öv scotoma gyógyult esete, 1876. Nyúl-köthártya átültetése symblepharon gyógyítására, A szemkóroda hályogműtétei az 1874-75 évben, 1876. Nyirkedénytágulatok a szemgolyó kötőhártyában, 1877. Kórházi hályogműtétek az 1875-76. iskolai évben, A mellső csarnokbeli vérömleny kezelése, 1876. Közlések a vidéki gyakorlatból: I. Szemhéji císták. 1879. II. A bórsav bőváladékú szembajoknál, Észrevételek a Ragona-Scina-féle tükörcontrastról, 1880. Könyvism., 1881. Csontnövedékek az orbitában, 1882. Adatok a szivárványhártya kórtanához, 1884. A műtétek utáni hyphaemáról, 1888. Közlemények a hódmező-vásárhelyi városi kórház szemészeti osztályáról: I. A szemészeti osztály eddigi, 1885-87. működése, 1889. II. Az osztály munkássága az 1888. évben, III. Kötőhártyai pemphigus esete, 1890. IV. Az osztály betegforgalma 1889-ben: A blennorhoea conj. a trachoma gyógyításának és némely érdekesebb kóresetnek leírásával, 1891. Kimutatás 200 hályogkivétel eredményéről, 1892. Az üvegtestben szabadon mozgó test keletkezéséhez, 1893. Ophtalmoplegia mint a gümős agyburoklob előjele, A szem-visszerek thrombosisa, A szempilla lágy fekélye, 1894. A glycerines szemcseppek használatáról és könyvismertetések a szemészet régibb évfolyamaiban), Az Orvosi Hetilapnak Közegészségügy és törvényszéki Orvostan c. mellékletében (1876. Kimutatás a szemkóroda 1874-75. forgalmáról, 1878. Kimutatás az 1875-76. évben, 1887. Néhány szó az iskolai padok ügyében), a Klinische Monatsblätter für Augenheilkundeban (1876. Ein Beitrag zur Kenntniss vom Zusammenhange der Linsenkapsel mit der Hyaloidea; Erysipel der Augenlider, Exophtalmus, Genesung im Verlaufe einer Woche; Transplantation der Kaninchen-Conjunctiva bei Symblepharon. Ein Fall von Ringscotom bei chorio-retinitis specifica), a Közegészségügyi Lapokban (A szembetegek sorsa hazánkban), a Wiener medizinische Wochenschriftben (1877. Erweiterte Lymphgefässe in der Conjunctiva Bulbi); az Orvosi Hetilapban (1878. Kimutatás a szemkórodai betegforgalomról az 1870-76. évben és könyvismertetések több évfolyamában), a Berliner klin. Wochenschriftben (1878. Behandlung der Blutergüsse in der vorderen Kammer), a Természettudományi Közlönyben (1879. A hibás szinlátásról), a Centralblatt für praktische Augenheilkundeban (1882. Ein seltener Fall von Osteom der Orbita), az Orvosi Szemlében (1882. mint a szemészeti rovat vezetőjétől több cikk), a Debreczeni Prot. Lap tanügyi mellékletében (1884. Az iskolai hygiene a berlini kiállításon), az országos orvosi és egészségügyi congressus Tárgyalásaiban (1885. 385-418. l. Az iskolák egészségügyi kellékei), a tiszántuli ev. ref. Tanáregylet Évkönyvében (1888. Az orvos az iskolában), az Egészségben (1888. Az iskola hatása a tanulók egészségére) és könyvismertetések a Zeitschrift für Schulgesundheitspflegeben.

## Munkái
- Az általános betegségeknek és az egyes szervek bajainak viszonya a látó szerv változásaihoz és betegségeihez. Förster r. után ford. Budapest, 1878. (A magyar orvosi könyvkiadó társulat Könyvtára XXXII.)
- Népszerű egészségtan. Erismann Frigyes könyvének eredeti II. kiadása után ford... Az eredetivel összehasonlította Fodor József. Budapest, 1880. (A természettudom. társulat könyvkiadó vállalata XVIII.)
- A 'szemtükör és diagnostikai használata. Dimmer F. könyvének ford. Budapest, 1889. (a magyar orvosi könyvkiadó társulat Könyvtára LIX.)
- A trachomások meggyógyítása. Előadás a budapesti kir. orvosegyesületben. Budapest, 1893. (Klinikai Füzetek III. 3.)
- Kimutatás a hódmezővásárhelyi városi szemkórház 3 első évi (1891. 1892. és 1893.) működéséről. Hódmező-Vásárhely, 1894.
- Orvosi ethika. Budapest, 1925.

### Kéziratban
- Az iskola és a tanulók egészségtana. (Mintegy 25 nyomtatott ív.)